# لا فلوريدا (تشيلي)
لا فلوريدا (بالإنجليزية: La Florida, Chile)‏ هي بلدية في تشيلي وتقع في محافظة سانتياغو يقدر عدد السكان في
لا فلوريدا، بـ 365,674 نسمة ومساحتها 70.8 كم2 .